# Richard Harold Naylor
Richard Harold Naylor (* 1889 in London; † 1952) war ein britischer Astrologe und Journalist. Er gilt als erster Astrologe, der Horoskope in Abhängigkeit vom Tierkreiszeichen bezogen auf den Geburtstag erstellt hat und als Erfinder des Zeitungshoroskops.
Am 24. August 1930 veröffentlichte Naylor im Sunday Express ein ausführliches Horoskop der neugeborenen Prinzessin Margaret und sagte im selben Beitrag verschiedene Ereignisse für die laufende Woche voraus. Da der Beitrag laut Sunday Express auf große Resonanz bei den Lesern gestoßen sei, veröffentlichte Naylor am 31. August einen Folgebeitrag mit geburtstagsabhängigen astrologischen Vorhersagen für Personen, die im September geboren waren. Am 5. Oktober folgte ein entsprechender Artikel für Personen mit Geburtstag im Oktober. Ab dem 12. Oktober wurde daraus eine wöchentliche Kolumne.
Bezüge auf das Sternzeichen enthielt die Kolumne ab 1935. Nach und nach entwickelte Naylor das Konzept, Vorhersagen nicht mehr in Abhängigkeit vom Tag der Geburt, sondern vom Sternzeichen zu machen. Sein Konzept wurde seither von zahlreichen Zeitungen und Zeitschriften übernommen.